# Delphinion
Het Delphinion (Oud-Grieks: Δελφίνιον) was een peripterale tempel van Apollon van Delphi in het Olympieion (d.i. het heiligdom van de olympische Zeus in Athene) met gerechtshof. Men moest hier voorkomen bij gewettigde of verschoonde doodslag volgens de regels van Dracon.